# توپولف ای‌ان‌تی-۱۴
توپولف ای‌ان‌تی-۱۴ (به انگلیسی: Tupolev ANT-14) یک هواگرد ساختِ کارخانهٔ توپولف در کشور اتحاد جماهیر سوسیالیستی شوروی است. این هواگرد برای نخستین بار در ۱۴ اوت ۱۹۳۱ میلادی مورد استفاده قرار گرفت.